# Brachycephalus brunneus
Brachycephalus brunneus é uma espécie de anfíbio da família Brachycephalidae.
É endémica do Brasil.
Os seus habitats naturais são: regiões subtropicais ou tropicais húmidas de alta altitude.
Está ameaçada por perda de habitat.